# Южный Кестивен
Южный Кестивен (Саут-Кестивен, англ. South Kesteven) — неметрополитенский район (англ. non-metropolitan district) в церемониальном графстве Линкольншир в Англии. Административный центр — город Грантем.

## География
Район расположен в юго-западной части графства Линкольншир, граничит с графствами Ноттингемшир, Лестершир, Ратленд.

## Состав
В состав района входят 4 города:
- Бурне
- Грантем
- Маркет-Дипинг
- Стамфорд